# ان‌جی‌سی ۴۹۸
ان‌جی‌سی ۴۹۸ (انگلیسی: NGC 498) یک کهکشان عدسی شکل است که در فاصله ۲۶۰ میلیون سال نوری از زمین و در صورت فلکی ماهی قرار دارد. این کهکشان در ۲۳ اکتبر ۱۸۵۶ کشف شد.